# Diospyros uaupensis
Diospyros uaupensis är en tvåhjärtbladig växtart som beskrevs av Paulo Bezerra Cavalcante. Diospyros uaupensis ingår i släktet Diospyros och familjen Ebenaceae. Inga underarter finns listade i Catalogue of Life.